# Isaías Pleci
Isaías Pleci est un joueur d'échecs argentin né le 27 octobre 1907 à Buenos Aires et mort dans la même ville le 27 décembre 1979. Deux fois champion d'Argentine (en 1930 et 1931), il a remporté le tournoi de Mar del Plata en 1936. Il fut vice-champion d'Argentine en 1929, 1931-1932 et 1932.
Il a représenté l'Argentine lors de trois olympiades (en 1935, 1937 et 1939), remportant la médaille de bronze à l'échiquier de réserve en 1937 et la médaille d'or individuelle en 1939.
Il reçut le titre de maître international en 1965.